# Норт-Кейп-Мей (Нью-Джерсі)
Норт-Кейп-Мей (англ. North Cape May) — переписна місцевість (CDP) в США, в окрузі Кейп-Мей штату Нью-Джерсі. Населення — 4007 осіб (2020).

## Географія
Норт-Кейп-Мей розташований за координатами 38°58′35″ пн. ш. 74°57′5″ зх. д. / 38.97639° пн. ш. 74.95139° зх. д. (38.976427, -74.951503).  За даними Бюро перепису населення США в 2010 році переписна місцевість мала площу 3,87 км², з яких 3,77 км² — суходіл та 0,10 км² — водойми.

## Демографія
Згідно з переписом 2010 року, у переписній місцевості мешкало 3226 осіб у 1395 домогосподарствах у складі 896 родин. Густота населення становила 834 особи/км².  Було 2100 помешкань (543/км²).
Расовий склад населення:
| - 92,9 % — білих - 3,2 % — чорних або афроамериканців - 0,6 % — азіатів - 0,3 % — корінних американців - 1,3 % — осіб інших рас |

До двох чи більше рас належало 1,7 %. Частка іспаномовних становила 3,7 % від усіх жителів.
За віковим діапазоном населення розподілялося таким чином: 18,2 % — особи молодші 18 років, 59,5 % — особи у віці 18—64 років, 22,3 % — особи у віці 65 років та старші. Медіана віку мешканця становила 47,6 року. На 100 осіб жіночої статі у переписній місцевості припадало 88,2 чоловіків;  на 100 жінок у віці від 18 років та старших — 86,6 чоловіків також старших 18 років.
Середній дохід на одне домашнє господарство  становив 65 162 долари США (медіана — 51 399), а середній дохід на одну сім'ю — 85 439 доларів (медіана — 61 842). Медіана доходів становила 41 327 доларів для чоловіків та 43 750 доларів для жінок. За межею бідності перебувало 5,1 % осіб, у тому числі 1,9 % дітей у віці до 18 років та 4,6 % осіб у віці 65 років та старших.
Цивільне працевлаштоване населення становило 1313 особи. Основні галузі зайнятості: освіта, охорона здоров'я та соціальна допомога — 29,9 %, мистецтво, розваги та відпочинок — 21,4 %, науковці, спеціалісти, менеджери — 9,9 %, роздрібна торгівля — 8,8 %.